# 1-й корпус резервной кавалерии (Сто дней)
1-й корпус резервной кавалерии Северной армии (фр. 1er corps de réserve de cavalerie de l'Armée du Nord) — оперативно-тактическое объединение армии Наполеона.

## Состав дивизии
- 4-я кавалерийская дивизия (командир — дивизионный генерал Пьер-Бенуа Сульт)
- 5-я кавалерийская дивизия (командир — дивизионный генерал Жак Сюберви)

## Командование корпуса

### Командующие корпусом
- дивизионный генерал Клод Пажоль (3 июня 1815 – 7 июля 1815)

### Начальники штаба корпуса
- полковник штаба Жак Пикар